# Від колиски до колиски. Змінюємо підхід до того, як ми створюємо речі
Від колиски до колиски. Змінюємо підхід до того, як ми створюємо речі (англ. Cradle to Cradle: Remaking the Way We Make Things) ― науково-популярна книга німецького хіміка Міхаеля Браунґарта та американського архітектора Вільяма Макдонаха. Автори пропонують новий спосіб інтерпретації енвайронменталізму — нову промислово-екологічну революцію. Книга вперше побачила світ 2002 року у США.

## Зміст
Сучасний екологічний рух у світі тримається на трьох китах: скорочення споживання, повторне використання, переробка. Девіз екологів: «Робити більше з меншими витратами, щоб звести до мінімуму збитки». Однак автори книги докорінно не згодні з цим, бо такий підхід консервує модель виробництва з одностороннім рухом — від колиски до могили. Така модель існує від початку промислової революції і одразу перетворює на відходи 90 % матеріалів, створених для виготовлення товарів тривалого користування.
Автори книги заперечують традиційне уявлення про те, що людська індустрія має неминуче завдавати шкоди природі. І пропонують взяти за взірець саму природу. Наприклад, дерево виготовляє тисячі квітів, щоб створити ще одне дерево. Автори не вважають такий надлишок марнотратним, навпаки, вони розцінюють це явище як безпечне, гарне та високоефективне.
«Відходи — це їжа» — перший принцип, який пропонують Міхаель Браунгарт та Вільям МакДонах. Продукти можна пристосувати до того, щоб після закінчення терміну служби вони забезпечували живлення для чогось нового — як біологічні поживні речовини, які безпечно повертаються в навколишнє середовище, або як технічні поживні речовини, які залишаються в замкнутому контурі технологічних циклів.
Розробляючи принципи (пере)проєктування всього — від килимових покриттів до корпоративних кампусів, автори наводять життєздатні аргументи на користь змін.
Ключові концепції філософії «від колиски до колиски» інтуїтивно зрозумілі і сягають корінням у наслідування природи, точніше, зв'язок із нею:
- Використання сонячної та вітрової енергії замість енергії, що зберігається в матеріалах, що переробляються всередині планети протягом тисячоліть (викопне паливо).

- Повне замикання матеріальних кругообігів: у екосистемах планети немає поняття сміття. Суспільство може зробити те саме, проєктуючи всі продукти так, щоб матеріали перероблялися для того самого використання або перероблялися «вгору», що означає, що наступне використання є ціннішим, ніж поточне[2]. Прикладом цього типу переробки (який використовують в лісах і джунглях планети) є компостовані матеріали: при інтеграції в біологічний цикл матеріалів компостована футболка чи пара взуття перетворюються на дерево, тварину, або й нас самих… під час перетравлення компостних матеріалів і подальшого удобрювання сільськогосподарських культур. Запропоновано два незалежні та незмішувані матеріальні цикли: біологічний цикл (їжа) та технічний цикл (пристрої)[3].

- Відстеження впливу на планету за допомогою так званого «керування почуттям провини». Існує загальне відчуття, що було б краще, якби ми не були тут, щодня забруднюючи та знищуючи різні види тварин, проте з цієї точки зору дуже складно бути творчим та по-справжньому позитивним. Намагатися бути «менш поганим» — не добре. Однак бути хорошим можна і цікавіше. Існують сучасні технології, які дозволяють розробляти процеси та продукти так, щоб споживання було вигідним для планети, як це відбувалося в екосистемах із незапам'ятних часів.